# Chủ nghĩa ngụy biện
Chủ nghĩa ngụy biện là một trường phái triết học nổi tiếng của Hy Lạp cổ đại. 

## Định nghĩɑ về từ ngữ
Thực tế thì từ σοφιστής (đọc là sophist), trong tiếng Hy Lạp, có nghĩa là nhà thông thái, người thông thạo. Ở Việt Nam, có nhiều cách tiếp cận khác nhau về từ này. Có ý kiến cho rằng phải dịch sang là ngụy biện, tuy nhiên có ý kiến lại cho rằng nên giữ nguyên không cần phải dịch sang. Theo ý kiến giữ nguyên, các nhà triết học theo trường phái này không hẳn có những suy nghĩ thiếu tích cực. Còn trong tiếng Anh, từ sophism có nghĩa là lối ngụy biện. Từ những ý kiến trên, chúng ta không nên hiểu từ sophist theo nghĩa tiêu cực hoàn toàn.

## Lịch sửphát triển

### Hoàn cảnh ra đờɪ
Chủ nghĩa ngụy biện ra đời trong hoàn cảnh nền dân chủ ở Hy Lạp đang phát triển mạnh mẽ. Lúc này, cả xã hội đều quan tâm đến văn hóa và xã hội. Chính vì vậy, việc giáo dục chỉ bó gọn trong các gia đình đang cản trở thực tiễn.

## Tính chất[3]
Những ai quan tâm đến chủ nghĩa ngụy biện đều là những người quan tâm đến nghệ thuật diễn thuyết, tranh luận, chứng minh,... Chính vì vậy, nếu xét góc độ triết học, những nhà triết học theo trường phái này là những nhà triết học đặc biệt. Họ thật khác với các nhà triết học trước đó và đương thời, bởi hầu hết các nhà triết học khi đó chỉ tập trung vào nghiên cứu. Chính vì đặc điểm nảy cộng thêm hoàn cảnh xã hội hóa giáo dục, tu từ học đã được đưa lên trở thành một môn học danh giá. Ở đâu, các học giả chuyên môn lĩnh vực này đều được chào đón bằng các "lời ca tụng có cánh". Các nhà ngụy biện đã đề cao tu từ học như sauː
| “ | Ngôn ngữ chẳng những giải thoát chúng ta khỏi cuộc sống động vật mà còn giúp chúng ta xây dựng thành phố, thiết định được pháp luật, sáng tạo nên nghệ thuật. Mãnh lực của nó được thể hiện ở chỗ không có nó thì không có cái gì có thể sinh ra từ lý tính. Ngôn từ là vị lãnh tụ của mọi việc làm và của mọi suy nghĩ; rằng lời nói là sức mạnh vĩ đại, nó làm nên những công việ tuyệt vời. Khi mà không biết nói, chúng ta chỉ là một thực thể tồn tại bé nhỏ và hoàn toàn chẳng có giá trị nào hết | ” |

Chính vì việc đề cao tu từ học của cả các ngụy biện và cả xã hội nên các nhà ngụy biện được nhận một khoản tiền rất lớn. Họ cũng trở thành những người đầu tiên sống bằng nghề dạy học thực sự.

## Đóng góp

### Tu từ học và nghệ thuật hùng biện
Platon, nhà triết học vĩ đại của Hy Lạp cổ đại, đã nhận xét rằngː
| “        | Ở tòa án, người ta chẳng biết đúng sai gì cả, bởi vậy điều quan trọng nhất là phải biết thuyết phục | ” |
| — Platon | |   |

Câu nói trên của Platon cho thấy một điềuː Vào cuối thế kỷ V TCN, để có thể chiến thắng được trong các cuộc tranh luận trong lĩnh vực luật pháp, để chi phối được các quan tòa, không gì hơn là phải thuyết phục tất cả. Nắm bắt được thực tế này, các nhà ngụy biện đã trở thành những nhân vật tiên phong. Và họ có những cống hiến quan trọng cho sự phát triển của hùng biện và tu từ học. Họ đã đưa ra những giá trị quan trọng cho logic, đưa ra những quy tắc sử dụng từ ngữ hiệu quả nhất, chỉ ra sự linh hoạt của việc sử dụng tri thức trong tranh luận.

### Triết học

#### Đối tượng của triết học
Thực tế, trước khi Socrates cho rằng triết học nên nghiên cứu cả về con người nữa, các nhà triết học thuộc chủ nghĩa ngụy biện đã mở rộng đối tượng nghiên cứu của triết học. Vũ trụ, tự nhiên không còn là những chủ đề triết học duy nhất nữa mà nay có thêm cả con người và xã hội mà con người đang duy trì. Các nhà ngụy biện đã kế thừa quan niệm của những người tiền bối để nghiên cứu về con người. Họ, chứ không phải ai khác, khai sinh ra tư tưởng học phải đi đôi với hành. Đối với họ, vận dụng những điều đã học được vào thực tiễn là công việc của con người, chứ không phỉ đi chiêm nghiệm nữa. Điều này rất khác với các nhà triết học cổ đại trước đó khi họ chỉ đề cập đến vũ trụ và đem vũ trụ ra để chiêm nghiệm. 

#### Nhận thức luận
Về lĩnh vực nhận thức luận, các nhà triết học đi theo chủ nghĩa ngụy biện cũng có đóng góp lớn. Họ khẳng định rằng con người cá thể là chủ thể của nhận thức. Tuy nhiên, họ lại phủ nhận khả năng nhận thức lớn lao của con người. Đây là lý do vì sao họ đi vào chủ nghĩa tương đối.

### Xã hội
Với hoàn cảnh lịch sử đã nêu ở trên, các nhà triết học ngụy biện đã bắt kịp thời đại. Từ đó, họ thúc đây một nền giáo dục đa dang, đa diện. Với vai trò là những người thầy, họ có thể dạy nhiều môn học khác nhau như số học, hình học, âm nhạc, thiên văn học, kỹ thuật, vật lý, đạo đức,... Vì thế, họ được gọi là những nhà giáo bách khoa.

## Đánh giá
Nói chung, chủ nghĩa ngụy biện trở thành một trong những trường phái triết học gây tranh cãi nhất. Nhiều người đã nhận đinh rằng các nhà ngụy biện là những nhà khai sáng của Hy Lạp cổ đại. Một số ý kiến khác cho rằng các nhà ngụy biện đã đổi trắng thay đen, đánh tráo khái niệm triết học.
- Platon đã không tiếc lời chỉ trích những nhà triết học này. Cho dù cái nhìn của ông còn mang tính phiến diện, nó ảnh hưởng không hề nhỏ đến suy nghĩ của những người sau này nghiên cứu về họ, kể cả đó là các nhà nghiên cứu hiện đại.[4]
- Ph. Kh. Kexidi đã phân trần rằngː "Các nhà ngụy biện đã và đang phải chịu sự ô danh của những kẻ xuyên tạc triết học cùng những kẻ chống lại tri thức đúng đắn". Ông lưu ý rằng không được đánh đồng sophist với ngụy biện, nhất là từ ngụy biện theo nghĩa hiện tại. Tuy nhiên, ông cũng lưu ý đến sự biến triết học thành trò chơi khái niệm, thành sự gieo rắc hoài nghi để chống lại tri thức chân chính của các nhà ngụy biện.

## Các đại biểu lớn
- Hippias
- Prodicus
- Protagoras
- Gorgias